# Norbert Hauata
Norbert Hauata, né le 8 juin 1979, est un arbitre tahitien et français de football, originaire de Moorea.

## Carrière
Il a officié dans des compétitions majeures : 
- Coupe d'Océanie de football 2008 (1 match)
- Ligue des champions de l'OFC 2008-2009 (finale retour)
- Ligue des champions de l'OFC 2009-2010 (finale retour)
- Ligue des champions de l'OFC 2010-2011 (finale retour)
- Ligue des champions de l'OFC 2013-2014 (finale retour)
- Ligue des champions de l'OFC 2014-2015 (finale)
- Tournoi qualificatif de l'OFC des moins de 17 ans 2011 (5 matchs)
- Championnat d'Océanie de football des moins de 20 ans 2011 (3 matchs dont la finale)
- Coupe du monde de football des moins de 17 ans 2011 (2 matchs)
- Coupe du monde de football de 2014 (4e arbitre)
- Coupe d'Océanie de football 2016 (finale)
- Coupe du monde de football de 2018